# La chance a touché mes jambes
Pour plus de détails, voir Fiche technique et Distribution.
La chance a touché mes jambes (足に触った幸運, Ashi ni sawatta kōun) est un film japonais muet réalisé par Yasujirō Ozu et sorti en 1930.
Le film est considéré comme perdu.

## Synopsis

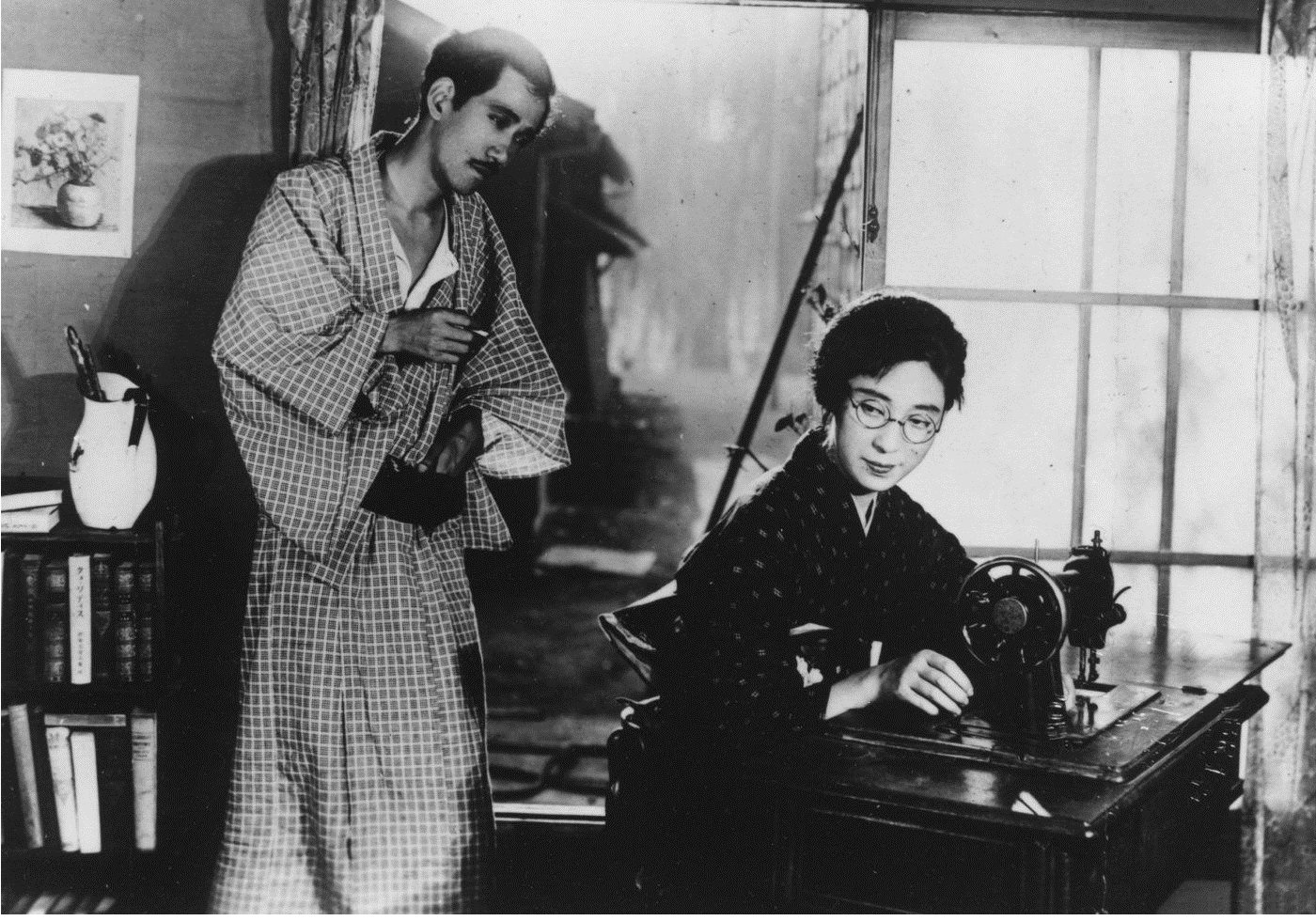
Tatsuo Saitō et Mitsuko Yoshikawa.

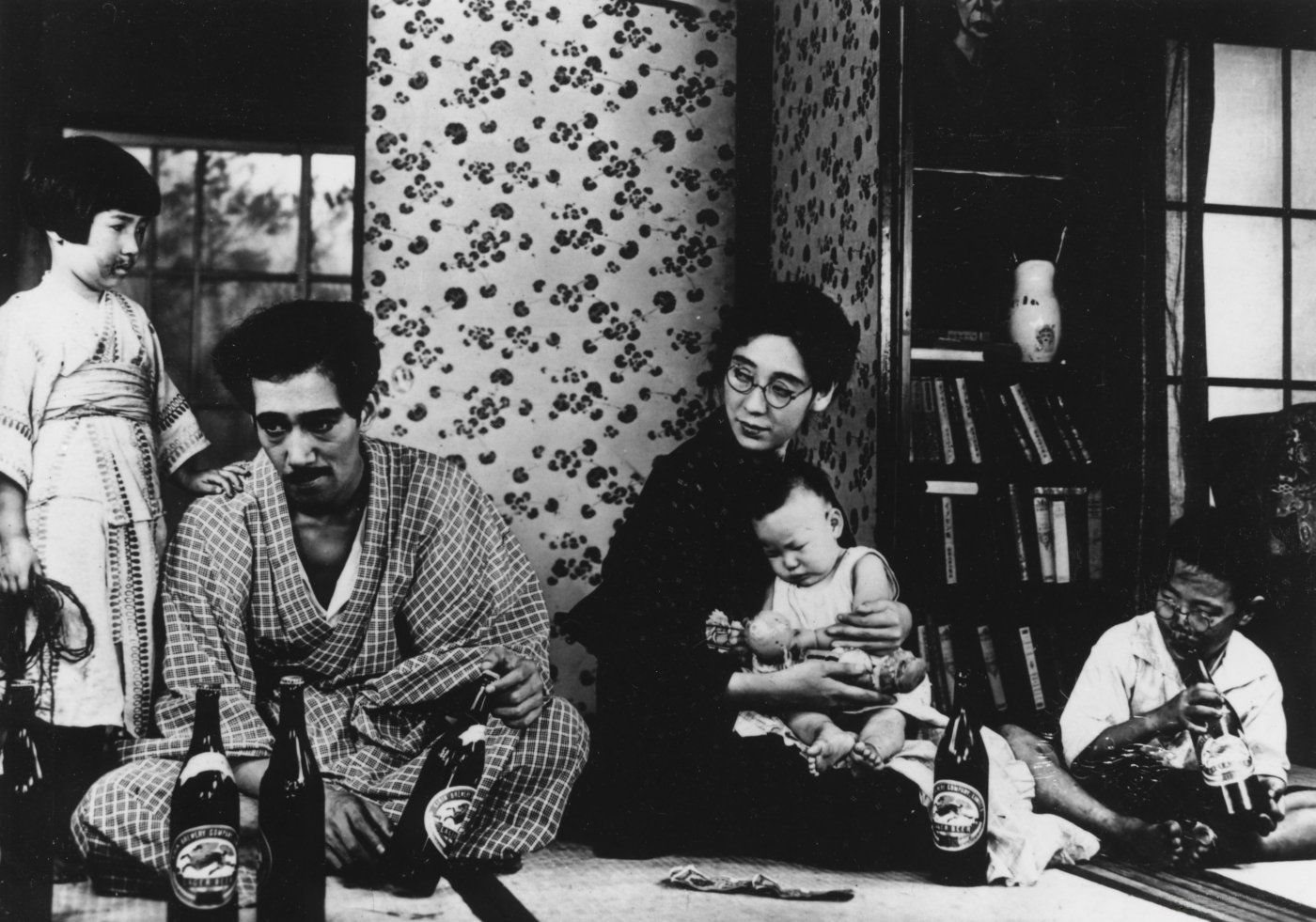
, Tatsuo Saitō, Mitsuko Yoshikawa et Tomio Aoki.

Un employé de bureau découvre une somme d'argent égarée qu'il remet entre les mains de la police. Reconnaissant, le propriétaire de cet argent le gratifie d'une récompense substantielle, ce qui attire les convoitises autour de lui.

## Fiche technique
- Titre original : 足に触った幸運 (Ashi ni sawatta kōun?)[2]
- Titre français : La chance a touché mes jambes
- Réalisation : Yasujirō Ozu
- Scénario : Kōgo Noda
- Photographie : Hideo Shigehara
- Société de production : Shōchiku
- Pays d'origine :  Empire du Japon
- Format : noir et blanc — 1,33:1 — 35 mm — muet
- Durée : 74 minutes[2] (métrage : sept bobines - 2 032 m[3])
- Date de sortie :
  - Empire du Japon : 3 octobre 1930[3]

## Distribution
- Tatsuo Saitō : Kōtarō Furukawa
- Mitsuko Yoshikawa : Toshiko sa femme
- Tomio Aoki : leur fils
- Mitsuko Ichimura (ja) : leur fille
- Tokio Seki (ja) : Yoshimura
- Teruo Mōri (ja) : Yamano
- Ichirō Tsukita (ja) : Ōi
- Takeshi Sakamoto : le supérieur hiérarchique
- Ikkō Ōkuni (ja) : Kuboi